# Jangdong
Jangdong (korejsky 경주양동마을) je vesnice nacházející se v jihokorejské provincii Severní Kjongsang, zhruba 16 km severovýchodně od města Kjongdžu a 8 km západně od Pchohangu. Od roku 2010 je společně s obcí Hahö součástí světového kulturního dědictví UNESCO. Je jedinečná pro svou velikost, vysokou míru zachovalosti historických budov, množstvím kulturních akcí i svým umístěním v okolní krajině.
Je také zachovalou připomínkou života korejské jangbanské aristokracie a neo-konfucianistických tradic z období vlády dynastie Čoson. Obec je pečlivě organizovaná a jasně rozdělena podle účelu a využití jednotlivých budov. Šlechtická jangbanská třída žila v domech se střechami z tašek, většinou v okolních kopcích, zatímco běžní obyvatelé obývali domy se slaměnými střechami na úpatí kopců.

## Fotogalerie

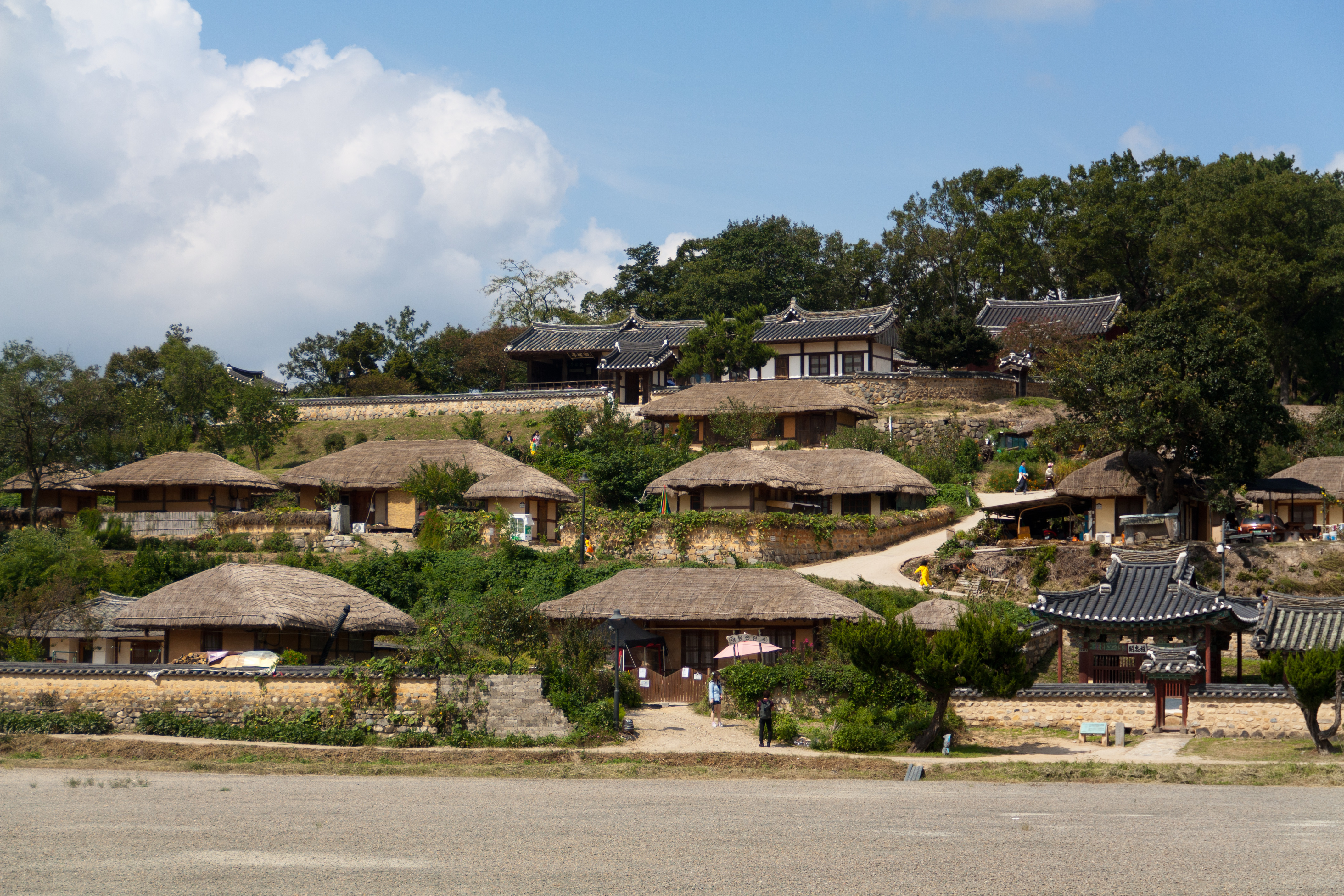
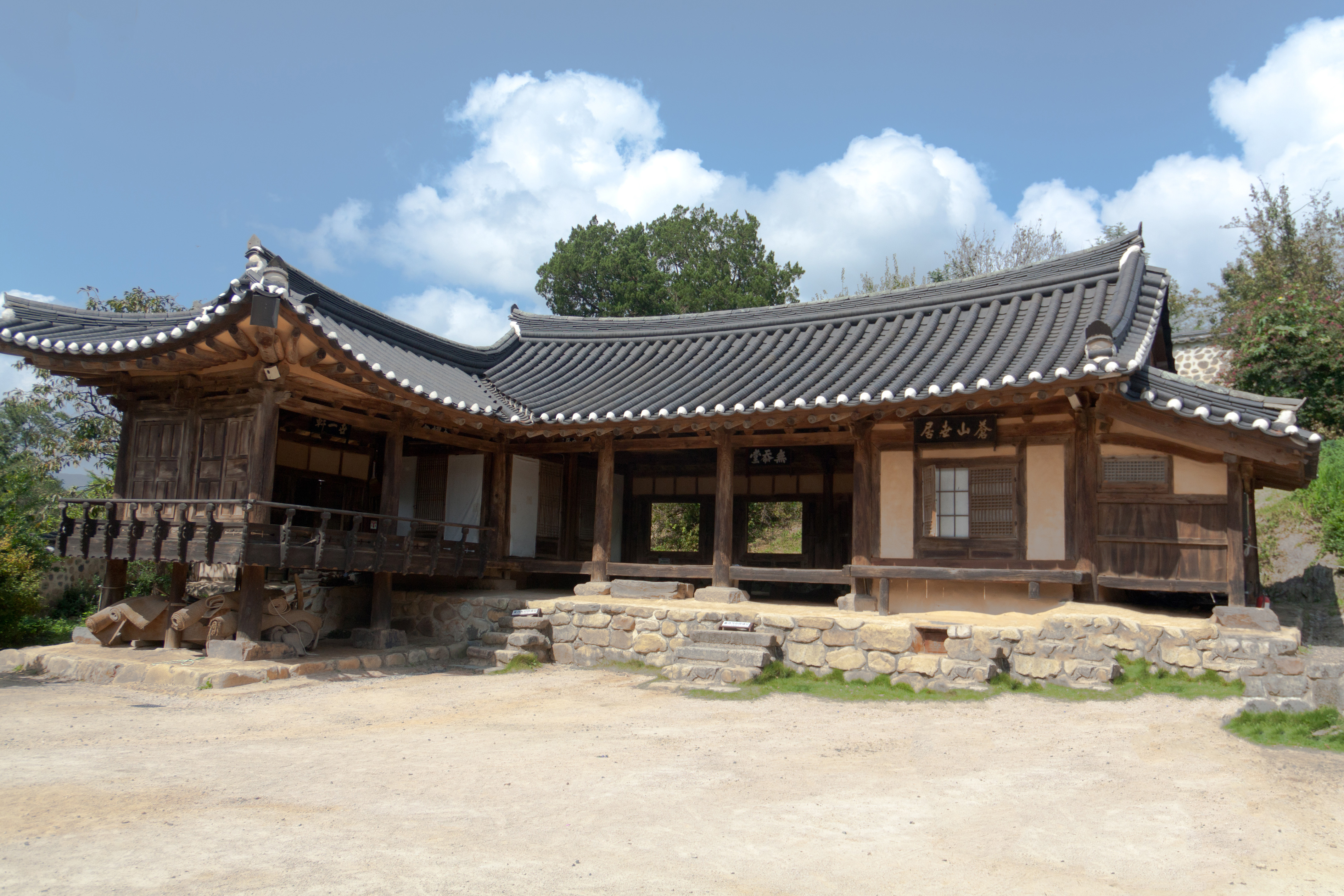
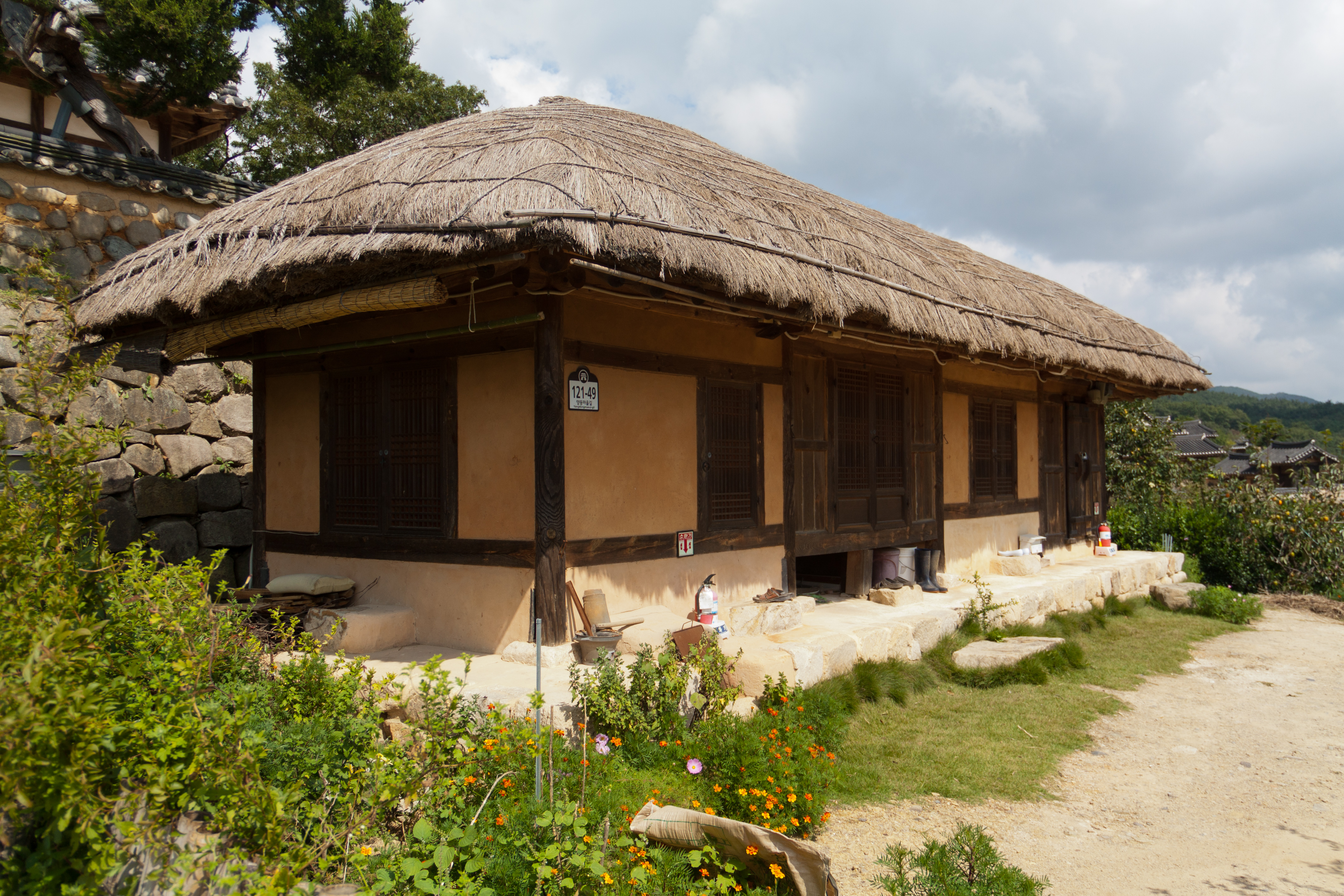
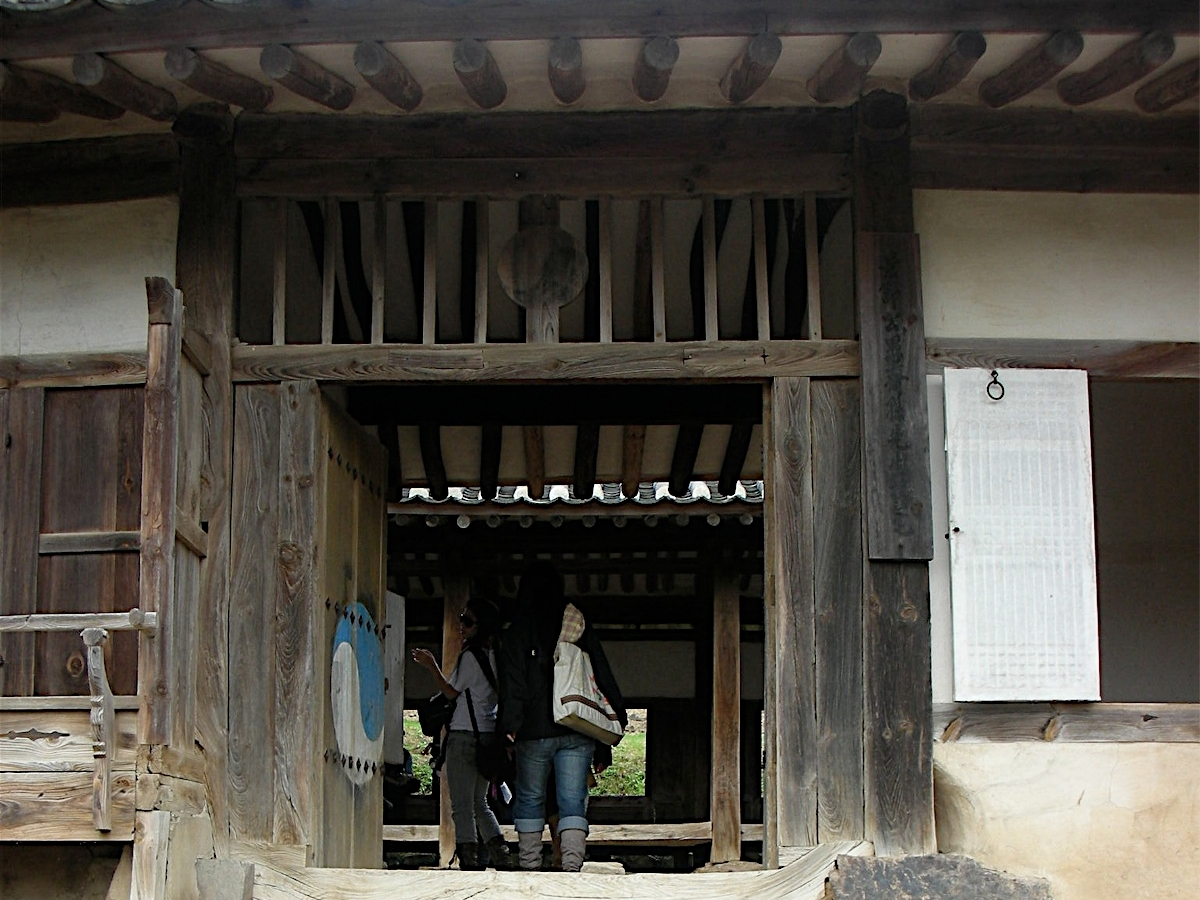